# سيلسينهو
سيلسينهو (بالبرتغالية: Celso Luís Honorato Júnior‏) (25 أغسطس 1988 بأمريكانا في البرازيل - ) هو لاعب كرة قدم برازيلي في مركز الوسط. شارك مع منتخب البرازيل تحت 17 سنة لكرة القدم. أما مع النوادي، فقد لعب مع إستريلا دا أمادورا وجمعية بورتوغيزا الرياضية وسبورتينغ لشبونة ولوكوموتيف موسكو ونادي تارغو موريش ونادي فيغورينسي ونادي بايساندو ‏ ونادي لوندرينا ونادي فورتاليزا.

## وصلات خارجية
- سيلسينهو على موقع الاتحاد الدولي (مؤرشف)  (الإنجليزية)
- سيلسينهو على موقع قاعدة بيانات كرة القدم.إي يو (الإنجليزية)
- سيلسينهو على موقع Soccerway.com (الإنجليزية)
- سيلسينهو على موقع عالم كرة القدم.نت (الإنجليزية)